# Marcos I (II) de Jerusalém
Marcos II de Jerusalém foi o patriarca de Jerusalém entre 1070 e 1084. Durante o seu episcopado, o Califado Fatímida foi derrotado e a Terra Santa caiu sob domínio dos turcos seljúcidas.
A numeração do seu título depende da contagem ou não de Marcos de Jerusalém, bispo de Élia Capitolina, como sendo bispo de Jerusalém.